# Содом і Гоморра

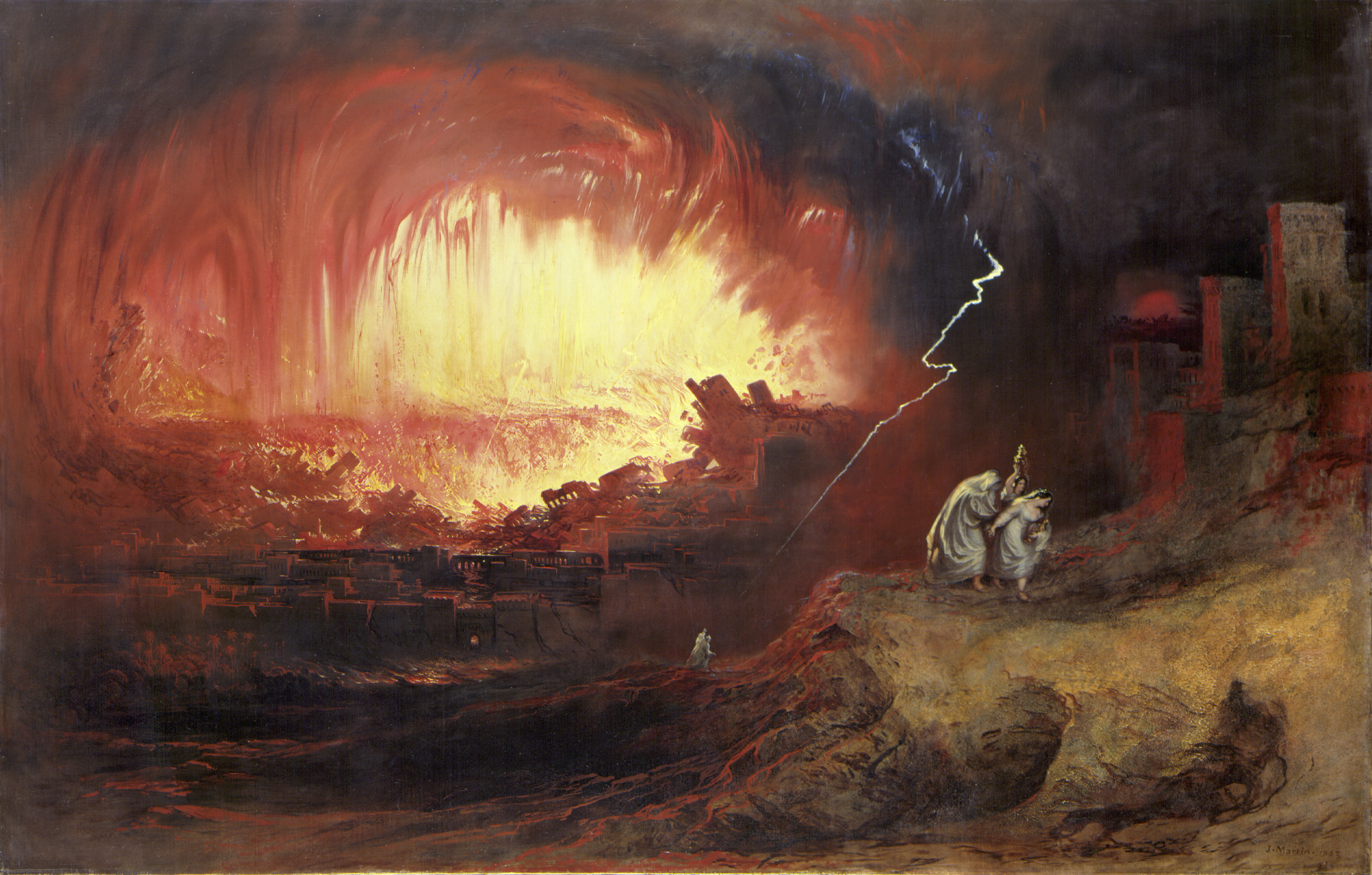
Знищення Содому і Гоморри, Джон Мартін, 1852

Содо́м (івр. סְדוֹם, Sədom — «такий, що палає»; грец. Σόδομα) і Гомо́рра (івр. עֲמוֹרָה, ʿAmora — «занурення, потоплення»; грец. Γόμορρα) — два стародавніх біблійних міста, які, згідно з Біблією, були знищені Богом за гріхи хтивості.

## Загальний опис історії міст Содому і Гоморри
Міста входили в содомське п'ятиграддя (Содом, Гоморра, Адма, Севоїм і Цоару) і розташовувалися, відповідно до Старого Заповіту, в районі Мертвого моря, однак, точне місце зараз невідоме.
Вперше Содом і Гоморра згадуються як південно-східний край Ханаана на схід від Гази (Буття, 1 М. 10:19). У землі содомській оселився племінник Авраама Лот, причому земля Содому позначена як східний берег річки Йордан, навпроти Хеврона (Буття, 1 М. 10:11). Єзекіїль стверджує, що Єрусалим з одного боку межує з Самарією, а з іншого (з південного або південно-східного) — з Содомом.
На час Авраама описується війна між шумеро-Еламським військом царя Лаомерові і содомським військом, причому, вирішальна битва відбулася в долині Сіддім (приблизно там Ісус Навин форсував Йордан, перш ніж захопити Єрихон). Содомське військо було розгромлене, а Лот потрапив у полон. За нічну атаку на конвой бранців Авраам отримав подяку від содомського царя (Буття, 1 М. 14:17). Біблія описує Содомську землю як коаліцію укріплених міст-держав (аналог фінікійського Угариту), на чолі яких стояли царі. Основним заняттям місцевого населення було землеробство (в тому числі виноробство).
За часів Авраама Содом був квітучим і багатим містом, але, оскільки жителі «були дуже злі та грішні» (Буття, (1 М. 13:13)), то «пролив Господь на Содом і Гоморру дощем сірку і вогонь від Господа з неба, і поруйнував ті міста, і всю околицю, і всіх мешканців міст, і [всю] рослинність землі» (Буття, 1 М. 19:24). Разом з Содомом і Гоморрою були знищені також Адма і Севоїм. Все це сталося приблизно 3900 років тому і до наших днів від міст нічого не збереглося.
Після катастрофи Содому земля була населена нащадками Лота (єдиними содомлянами, що вижили) і отримала назву Моав.
Назва Содому стала прозивною, від нього походить поняття «содомія» — що означає статевий зв'язок в оральному та анальному вигляді. Походить від середньовічної Латини від слова sodomia — з пізньолатинського peccatum Sodomiticum (з біблійного 1 М. 19:5 — описує те, що чоловіки Содому практикували гомосексуальні стосунки).

## Біблійне оповідання

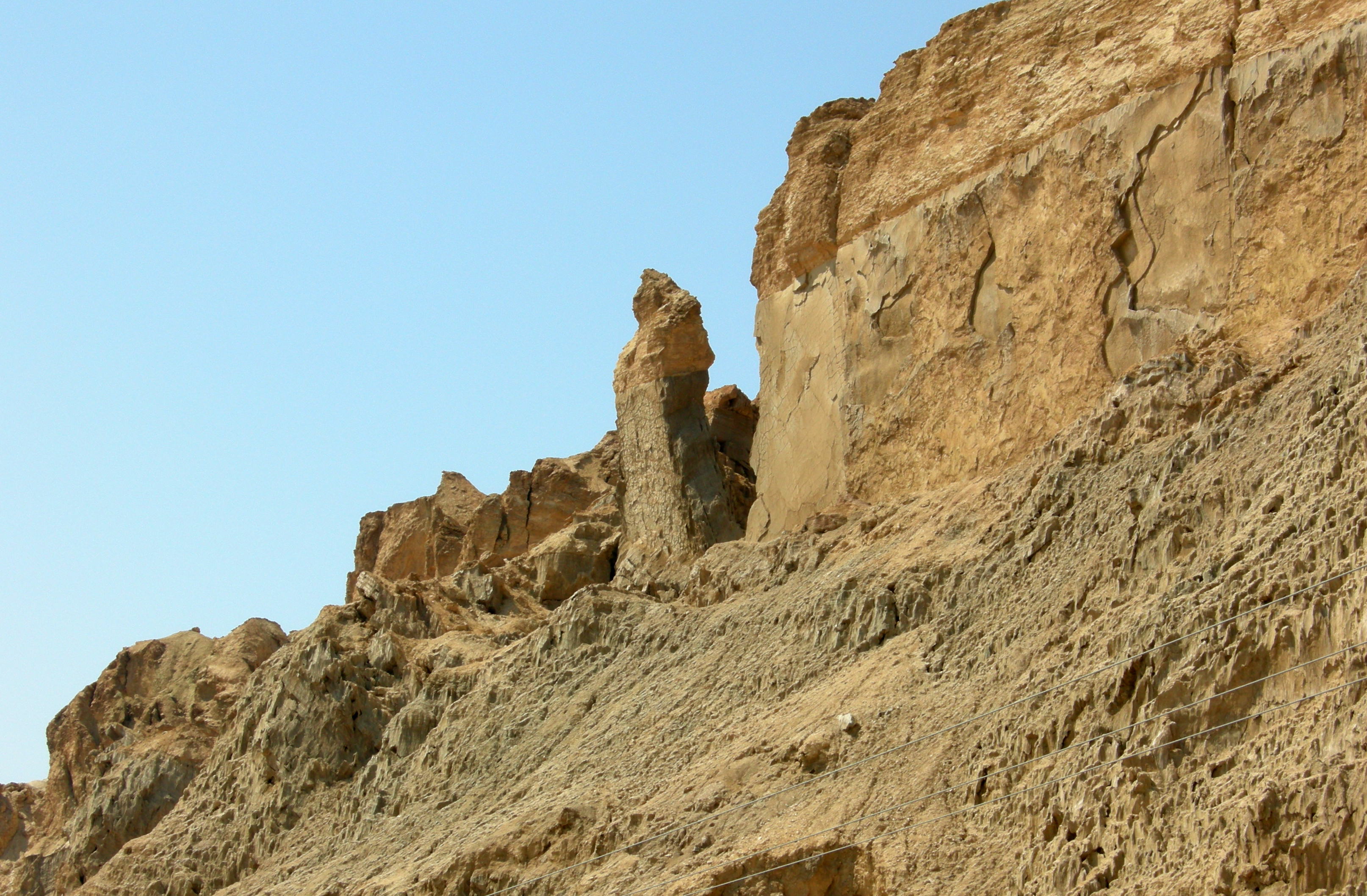
Скеля «Дружина Лота» на горі Содом

Напередодні руйнування міст Аврааму явився Господь у вигляді трьох чоловіків у діброві Мамре. Дізнавшись про підготовлюване покарання, Авраам, у якого був племінник Лот, що оселився в Содомі, просив Господа помилувати міста заради праведників, які там могли перебувати, і отримав обіцянку, що міста ці будуть помилувані, якщо в них знайдуться хоча б десять праведників (Буття (18:23). Далі відбулося наступне:

 І прибули обидва Анголи до Содому надвечір, а Лот сидів у брамі Содому. Лот побачив, і встав, щоб зустріти їх, і вклонився обличчям до землі і сказав: панове мої! зайдіть до дому вашого раба, і ночуйте, і помийте ноги свої, а рано встанете й підете на дорогу свою. Але вони сказали: ні, ми ночуємо на вулиці. Він же сильно налягав, і вони пішли до нього і прийшли в будинок його. Він зробив їм частування і спік прісні хліби, і вони їли.

Ще вони не полягали спати, як міські жителі, содомляни, від молодого до старого, увесь народ з усіх кінців міста, оточили будинок і викликали Лота, і сказали йому: де люди, що прийшли до тебе на ніч? Виведи їх до нас, ми пізнаємо їх. Лот вийшов до входу до них, і замкнув за собою двері, і сказав [їм]: брати мої, не робіть зла, ось у мене дві доньки, що мужа не пізнали, краще я виведу їх до вас, робіть з ними, що вам завгодно, тільки людям цим не робіть нічого, тому що вони прийшли під тінь даху мого.

Тоді мужі ті простягли руки свої і ввели Лота до себе до дому, і двері [дому] замкнули а людей, що при вході в будинок, вони вдарили сліпотою, від малого до великого, так що вони змучились, шукаючи входу. Сказали мужі ті Лоту: хто у тебе є ще тут? Зятів і синів своїх, і дочок своїх, і хто б не був у тебе в місті, виведи з цього місця, бо ми знищимо це місце, бо збільшився їхній крик перед до Господа, і Господь послав нас винищити його. І вийшов Лот, і промовив до зятів своїх, що мали взяти дочок його, і сказав: Уставайте, вийдіть із цього місця, бо Господь знищить місто. Але в очах зятів здалося, що він жартує. (Буття, 1 М. 19:1-14)

Відразу після втечі Лота з сім'єю з міста з небес полилися вогонь і сірка, і все було спалено. Це була загибель Содома і Гоморри. Бог сказав їм не озиратися на те, що відбувається з містами, але дружина Лота не послухалася заборони, озирнулася і перетворилася на соляний стовп. (Агада пояснює це тим, що коли ангели прийшли до них, вона пішла по сусідах, кажучи: «Позичте солі, — у нас гості». Справжньою ж її метою було накликати содомлян на мандрівників). На думку деяких віруючих, один зі стовпів, що стоять на березі Мертвого моря, є тим самим згаданим в Біблії.

## Археологічні знахідки та місце розташування
Випалені сонцем гори на південно-західному березі Мертвого моря називаються Содому, хоча походження назви до кінця не встановлене.
Протягом 1965⁣ — ⁣1967 та 1973⁣ — ⁣1979 років було проведено п'ять експедицій, внаслідок яких розташування Содому так і не було визначено.
Археологічна експедиція під керівництвом британського вченого Майкла Сандерса в 2000 р. визначила максимально точні координати руїн Содому на дні Мертвого моря. Пошук проводився в північно-східній акваторії, що повністю спростувало теорію, яка спирається на Біблію, за якою Содом був розташований у південного краю Мертвого моря. Відкриття британських вчених ґрунтувалося на фотоматеріалах з американського космічного корабля «Шаттл», що зафіксував аномалії на дні Мертвого моря біля берегів Йорданії.
Фахівці з Університету Нью-Мексико висунули припущення, що руїни стародавнього комплексу Бронзової доби в містечку Телль-ель-Хаммам в Йорданії можуть виявитися руїнами міста грішників. За словами керівника дослідження Стівена Коллінза, ключем у розкопках служила книга Біблії Буття, де сказано, що Содом і Гоморра були багатими містами. Археологи встановили, що Содом був найбільшим містом серед довколишніх поселень і розташовувався в південній частині Йорданської долини, оточеної горами западини, що лежить приблизно на 400 м нижче рівня моря.
Існує оригінальна версія російського дослідника А. Логінова, який вважає, що Содом знаходився на північ від Мертвого моря і був знищений виверженням вулкана. На його думку, цей вулкан розташовувався на горі Гермон і знищив розпеченим попелом кілька міст, у тому числі Содом і Гоморру. А. Логінов стверджує, що, проаналізувавши текст Біблії, визначив точне місце розташування міста гріхів — недалеко від річки Йордан.
Наразі не існує значущих археологічних доказів, які свідчать про існування даних поселень взагалі. 
У 2007 році було знайдено останки людей яким приблизно 10тис. років. 

## Значення слів
Вираз «содом» («Содом і Гоморра») означає місце розпусти, де нехтуються моральні підвалини суспільства; рідше — в значенні «жахливий безлад». Від назви міста Содом походять слова «содомія», «содоміт»